# Léon Silvestre
Pour les articles homonymes, voir Silvestre.
Léon Silvestre, né le 21 juillet 1896 à la Tour-d'Aigues et décédé le 19 juin 1965 dans la même ville, est un homme politique français.

## Biographie
Professeur de collège, militant SFIO, il est député du Gard de 1932 à 1940. Le 10 juillet 1940, il vote les pleins pouvoirs au maréchal Pétain et quitte la politique pour revenir à l'enseignement.

## Sources
- « Léon Silvestre », dans le Dictionnaire des parlementaires français (1889-1940), sous la direction de Jean Jolly, PUF, 1960 [détail de l’édition]